# 年上の女 (1959年の映画)
『年上の女』（Room at the Top）は、1959年のイギリス映画である。ジョン・ブレインによる同名の小説をニール・パターソンとモルデカイ・リッチラー（クレジット無し）が脚色し、ウルフ兄弟が製作、ジャック・クレイトンが監督した。出演はローレンス・ハーヴェイ、シモーヌ・シニョレ、ヘザー・シアーズ、ドナルド・ウォルフィット、ドナルド・ヒューストン、ハーマイアニ・バドリーらである。
第32回アカデミー賞ではシニョレが主演女優賞、パターソンが脚色賞を獲得した。また他に作品賞、監督賞（クレイトン）、主演男優賞（ハーヴェイ）、助演女優賞（バドリー）でも候補に挙がった。バドリーの出演時間は2分32秒のみであったが、これはアカデミー賞の演技部門の候補者の歴史上で最短である。

## キャスト
- ローレンス・ハーヴェイ
- シモーヌ・シニョレ
- ヘザー・シアーズ（英語版）
- アンブロシーヌ・フィルポッツ（英語版）
- ドナルド・ウォルフィット（英語版）
- ドナルド・ヒューストン（英語版）
- ハーマイアニ・バドリー（英語版）
- アラン・カスバートソン（英語版）
- レイモンド・ハントレー（英語版）
- ジョン・ウェストブルック（英語版）
- リチャード・パスコ（英語版）
- ベアトリス・バーリー（英語版）
- デレナ・キッド（英語版）
- イアン・ヘンドリー（英語版）
- エイプリル・オルリック（英語版）
- メアリー・ピーチ（英語版）
- アンソニー・ニューランズ（英語版）
- アヴリル・エルガー（英語版）
- セルマ・ルビー
- ポール・ウィットサン＝ジョーンズ（英語版）
- ダーレン・ネスビット
- デレック・ベンフィールド（英語版）
- リチャード・カルディコット（英語版）
- ウェンディ・クレイグ（英語版）
- バジル・ディグナム（英語版）
- ジャック・ヘドレー（英語版）
- ミリアム・カーリン（英語版）
- ウィルフリッド・ローソン（英語版）
- プルネラ・スケイルズ（英語版）
- ジョン・ウェルシュ（英語版）

## 製作
プロデューサーのジョン・ウルフは小説の映画化権を買い、当初はスチュワート・グレンジャーとジーン・シモンズの起用を構想していた。また当初はアリス役としてヴィヴィアン・リーにオファーを出していたが、最終的にシモーヌ・シニョレが起用された。ウルフは以前に短編『外套』で協力したジャック・クレイトンを監督に選んだ。

## 評価
映画は高く評価され、クレイトンは重要な監督としてキャリアをスタートさせた。1959年のイギリス映画界では『Carry On Nurse』と『六番目の幸福』に次いで3位の興行成績であった。

### 受賞とノミネート
| 賞                   | 部門                         | 候補                               | 結果       |
| -------------------- | ---------------------------- | ---------------------------------- | ---------- |
| アカデミー賞         | 作品賞                       | ジョン・ウルフ、ジェームズ・ウルフ | ノミネート |
| アカデミー賞         | 主演男優賞                   | ローレンス・ハーヴェイ             | ノミネート |
| アカデミー賞         | 主演女優賞                   | シモーヌ・シニョレ                 | 受賞       |
| アカデミー賞         | 助演女優賞                   | ハーマイアニ・バドリー             | ノミネート |
| アカデミー賞         | 監督賞                       | ジャック・クレイトン               | ノミネート |
| アカデミー賞         | 脚色賞                       | ニール・パターソン                 | 受賞       |
| 英国アカデミー賞     | 作品賞 (総合)                | 『年上の女』                       | 受賞       |
| 英国アカデミー賞     | 作品賞 (英国)                | 『年上の女』                       | 受賞       |
| 英国アカデミー賞     | 男優賞 (英国)                | ローレンス・ハーヴェイ             | ノミネート |
| 英国アカデミー賞     | 男優賞 (英国)                | ドナルド・ウォルフィット           | ノミネート |
| 英国アカデミー賞     | 女優賞 (英国)                | ハーマイアニ・バドリー             | ノミネート |
| 英国アカデミー賞     | 女優賞 (国外)                | シモーヌ・シニョレ                 | 受賞       |
| 英国アカデミー賞     | 新人賞                       | メアリー・ピーチ                   | ノミネート |
| ゴールデングローブ賞 | 映画主演女優賞 (ドラマ部門)  | シモーヌ・シニョレ                 | ノミネート |
| ゴールデングローブ賞 | サミュエル・ゴールドウィン賞 | ジャック・クレイトン               | 受賞       |
| カンヌ国際映画祭     | パルム・ドール               | ジャック・クレイトン               | ノミネート |
| カンヌ国際映画祭     | 女優賞                       | シモーヌ・シニョレ                 | 受賞       |